# DJ Méndez
Leopoldo Jorge Méndez Alcayaga (Valparaíso; 21 de julio de 1975), conocido por su nombre artístico DJ Méndez o simplemente Méndez, es un DJ, cantante y productor discográfico chileno.
Su carrera musical se inició en 1999 en Estocolmo (Suecia), donde vivió gran parte de su niñez y juventud. Ese año lanzó su álbum debut Latino for life, con sencillos que tuvieron gran recepción tanto en Europa como en Chile. En 2001, lanzó Méndez y al año siguiente publicó el sencillo «Adrenaline», con el que obtuvo el segundo lugar en el festival sueco Melodifestivalen, en donde volvió a competir en 2003, 2018 y 2020. Ha lanzado otros cuatro discos: Perro perseverante (2003), 210 (2009), Made in Chile (2011) y Los Méndez Vol. 1 (2012).
Protagonizó un reality show sobre su vida familiar llamado Los Méndez, emitido por Televisión Nacional de Chile, programa que duró por 4 temporadas. En 2016 fue candidato a alcalde por su natal Valparaíso.

## Biografía
Méndez nació y vivió durante su primera infancia en el Cerro Barón de Valparaíso. En 1986, con 11 años de edad, se mudó con sus padres y sus dos hermanos a Farsta, un suburbio de Estocolmo, Suecia, por razones políticas. Sin dominar el idioma sueco, y mientras sus padres realizaban largas jornadas de trabajo, se vio inmerso en un ambiente delictivo, que lo llevó a abandonar la escuela en diversas ocasiones y a participar en robos y peleas que le valieron ser detenido por la policía antes de cumplir los 15 años.

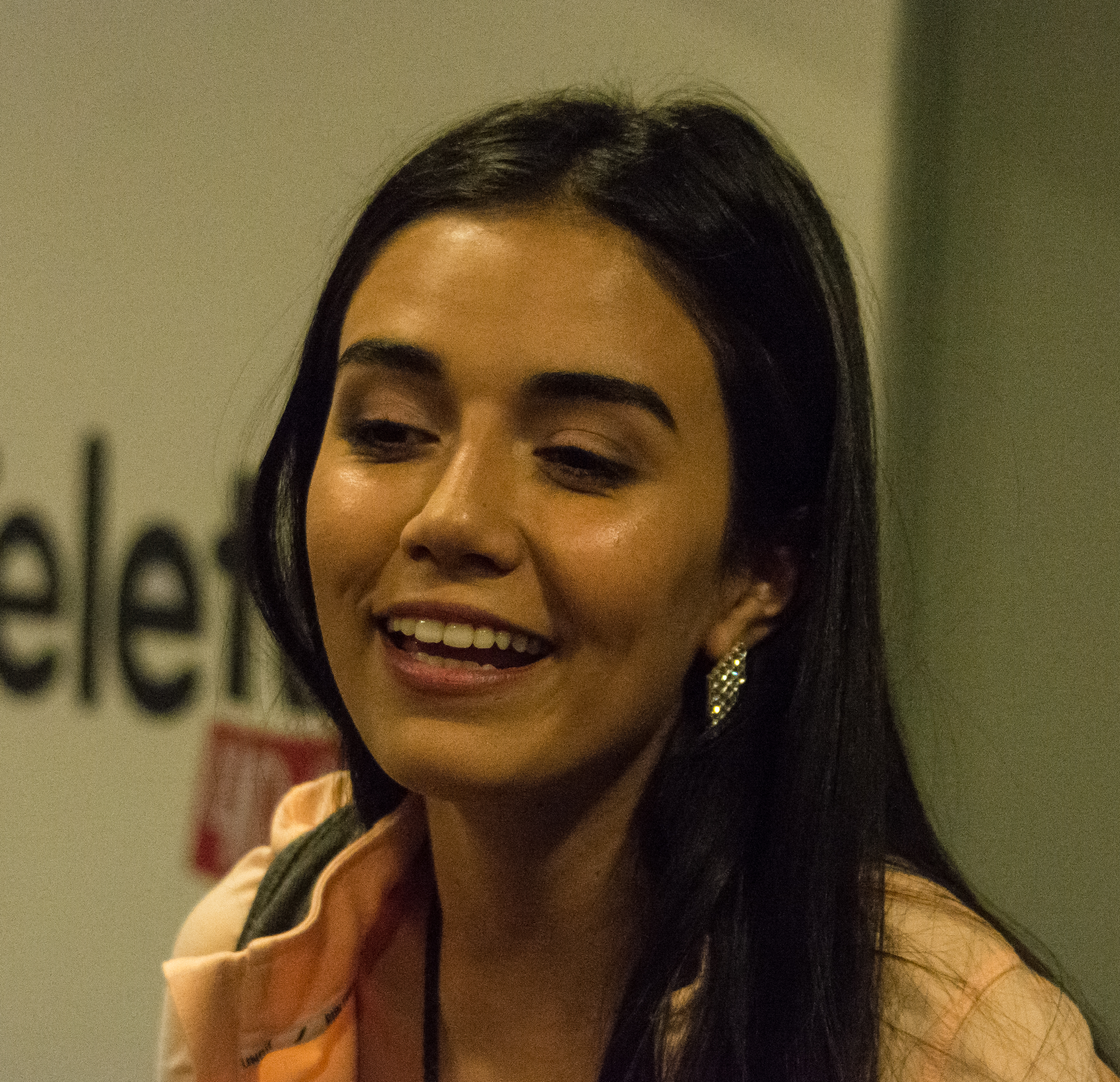
Steffi Méndez, hija de DJ Méndez, en 2018.

A lo anterior se sumaron problemas con el alcohol y las drogas, que lo llevaron a un centro juvenil de rehabilitación, donde conoció al ingeniero de sonido y educador Jordi Fuste, quien le enseñó a tocar diversos instrumentos musicales y lo incentivó a componer canciones, de las cuales surgiría más tarde su primer tema, «Chiki Chiki».
A los 17 años conoció a Ninoska Espinoza en Suecia, iniciando una relación sentimental de casi seis años y con quien tuvo a sus hijos Stephanie, Leo Jr. y Eva. Después del nacimiento del tercer hijo, ponen fin a la relación.[cita requerida]
Posteriormente conoció a Marcela Duque, con quien mantuvo una relación de doce años.[cita requerida] La pareja tuvo un hijo, Esai. Durante ese periodo, Méndez fue padre de otras dos niñas, Isis y María Fernanda. Méndez anunció su separación de Duque en 2019.

## Carrera musical

### Debut conLatino for life,MéndezyAdrenaline(1999-2002)
En 1999 DJ Méndez editó su primer sencillo llamado «Chiki Chiki», el cual comenzó promocionar con presentaciones en vivo, más el lanzamiento de una edición en formato sencillo por Stockholm Records. La canción llegó a las listas de popularidad en Suecia, además de lograr algo de rotación en otros lugares de Europa, como Alemania, Inglaterra, España, Finlandia, Dinamarca, Noruega y Rusia, en un fenómeno musical que pasó desapercibido en Chile durante ese año.
En 2000 lanzó su primer disco, Latino for life se llamó el primer disco de DJ Méndez, promocionado en numerosas giras por el norte europeo, incluso llegando a presentarse en el cumpleaños de la hija del rey de Suecia. Con sus sencillos «Chiki chiki», «Estocolmo», «Fiesta» o «Razor tongue», produjo sus primeros videoclips, logrando gran rotación en radios, «reforzando la fórmula de componentes latinos, elementos electrónicos, guitarra española y un fraseo que mezclaba el inglés con un español profundamente chileno». El disco posteriormente fue lanzado en Chile, alcanzando el primer lugar y doble disco de platino, además de que el sencillo «Fiesta» llegó al tope de las listas, convirtiéndose en su primer número uno en su país natal.
En 2001, varios incidentes personales relacionados con el alcohol y con la indisciplina estuvieron a punto de abortar la carrera de Méndez, en un camino que retomó la normalidad con su segundo disco llamado Méndez, editado en Suecia el 2001 y con un año de retraso en Chile, donde fue lanzado bajo el nombre de Adrenaline (último sencillo de DJ Méndez para entonces).
Ese mismo año su historia llegó a los medios chilenos y comenzó a ser reconocido popularmente, por lo que fue invitado a presentarse en el XLIII Festival Internacional de la Canción de Viña del Mar, en febrero de 2002, y en un concierto propio en la Estación Mapocho, en junio de ese mismo año.

Temas como «Estocolmo» o la sentida «Madre mía» se convirtieron en hits en Chile a tres años de su edición original. A partir de ello, y con el lanzamiento local de sus dos discos, se ganó un lugar más estable en la escena nacional y su presencia en radios y en medios de comunicación se hizo habitual.
Jorge Leiva.

Adrenaline se utilizó también como título para su primer álbum recopilatorio, editado con gran éxito en Suecia en 2002, manteniendo además la misma portada de la edición chilena. Tuvo como sencillos «Blanca» y «Adrenaline», ambos con claras referencias al consumo de drogas. También a comienzos de 2002, DJ Méndez participó junto a Pablo Cabrera en el Melodifestivalen 2002, el evento musical más importante de Suecia. Con el tema «Adrenaline», Méndez llegó a la final del concurso y obtuvo el segundo lugar ante el trío Afro-dite, quienes finalmente representaron a Suecia en el Festival de la Canción de Eurovisión 2002.

### Perro perseverantey Macabro Records (2003-2008)

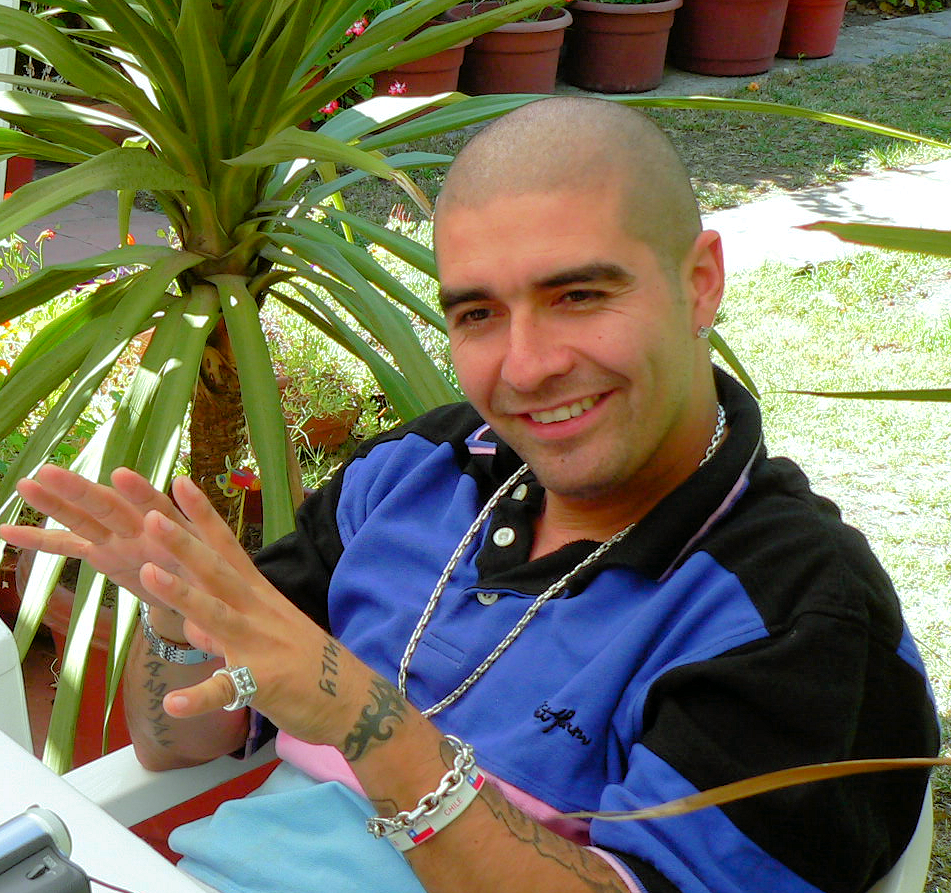
DJ Méndez en 2006.

En agosto de 2003 editó su tercer álbum, Perro perseverante, con un cambio de sello discográfico, y como sencillo de presentación, la canción «Tequila». Participó en el Melodifestivalen 2003 con el tema «Carnaval», pero no logró el mismo resultado que la versión anterior, ya que quedó tercero en la primera semifinal y quinto en el repechaje.
El 2004 regresó al Festival de Viña del Mar, participando en la jornada de cierre de la XLV versión del certamen, y poco después creó su propio sello grabador con el nombre de Macabro Records, Donde le ha dado cabida a una serie de artistas que han colaborado con sus trabajos como Yei, Pablo Cepeda, Yoan Amor, Karnaza, Andiie y Moreno Jackson DW. Al mismo tiempo, creó una escuela de DJs en Suecia y comenzó a dar los primeros pasos para establecerse en Chile. También en este periodo colaboró como compositor para músicos chilenos como Ximena Abarca y Luis Jara.
En 2005 editó su primer álbum recopilatorio, bajo el sello Universal, el cual se tituló Grandes éxitos, la máquina de hits, donde incluía dos temas nuevos, «Is that ok?» y «Valparaíso» junto a dos de sus discípulos musicales; el primero de estos temas, fue lanzado como el único sencillo del recopilatorio y permaneció dentro de las cinco primeras canciones de las listas suecas, sin embargo tuvo baja rotación en Chile. Ese mismo publicó el primer álbum para un artista de su sello discográfico, La historia de Yei, del artista Yei, con el cual además colaboró en dos de sus sencillos, «Te vi» y «Margarita», ambos con gran rotación radial.
Más tarde publicó una canción promocional, titulada «Mula», la cual causó controversia por atacar directamente el estilo de vida de la farándula chilena, incluyendo en su letra diferentes nombres de personajes televisivos. Este sencillo contó con la colaboración del dúo humorístico Profesor Salomón y Tutu-Tutu. También se publicó un video, pero no tuvo una rotación exitosa. Fue el primer sencillo que no se publicó como sencillo físico.

### 210yMade in Chile(2009-2012)

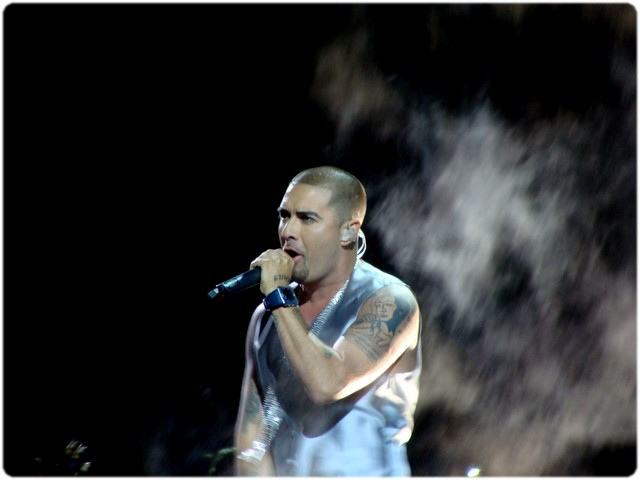
DJ Méndez en el Festival de Viña 2010, donde interpretó «Ay ay ay» durante el show de La Noche.

En octubre de 2009 lanzó la canción «Lady» en colaboración con Crossfire, que sería su primer sencillo después de casi cuatro años de ausencia; a principios de 2010 el sencillo explotó en popularidad a niveles masivos, lográndose posicionar en el puesto número uno del Top 100 en Chile, permaneciendo ocho semanas no consecutivas al tope, además se ser su primer número en el país tras 10 años con su sencillo «Fiesta» en el 2000.[cita requerida] «Lady» además tuvo éxito en Argentina, Colombia y Uruguay. 

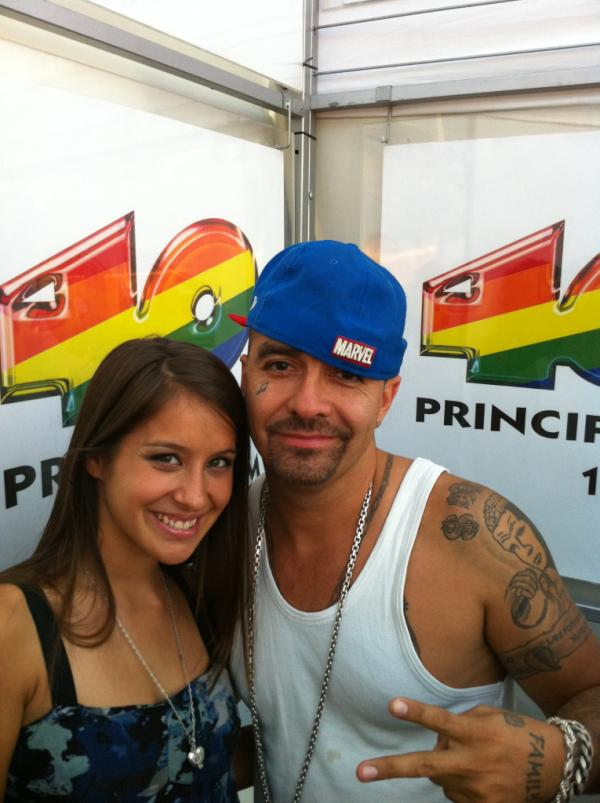
Méndez junto a Denise Rosenthal en 2012.

A fines de diciembre de 2009 lanzó su cuarto álbum de estudio titulado 210, el nombre era homenaje a los 200 años de Independencia de Chile y por los 10 años de carrera musical. Además de «Lady», el álbum incluyó las canciones «Ay ay ay» —junto con la banda tropical La Noche, que lo invitó a tocar el tema durante su presentación en el LI Festival Internacional de la Canción de Viña del Mar— y «Juego infantil» (junto con Yoan Amor).
A fines de 2010, publicó «Josephine», que fue el primer sencillo de su quinta producción titulada Made in Chile, y a la vez, sería el regreso oficial en los países del norte de Europa. El álbum salió a la venta en abril de 2011 y solo a la venta en la cadena de supermercado Santa Isabel. En mayo del mismo año «Josephine» fue lanzado en Suecia, sin embargo la canción falló en el ingreso a las listas de popularidad de ese país. Mientras en Chile, lanzó un segundo sencillo titulado «Mi Chile», el cual logró gran éxito principalmente debido a que la canción fue utilizada para apoyar a la selección de fútbol de Chile en la Copa América 2011.
En 2012 lanzó el último sencillo de su quinto álbum, la canción «Playing with fire», colocándose dentro del Top 40 en Chile. Además, fue el intérprete de «Puro Corazón», himno de la Teletón 2012.

### Los Méndezy sencillos (2013-2017)

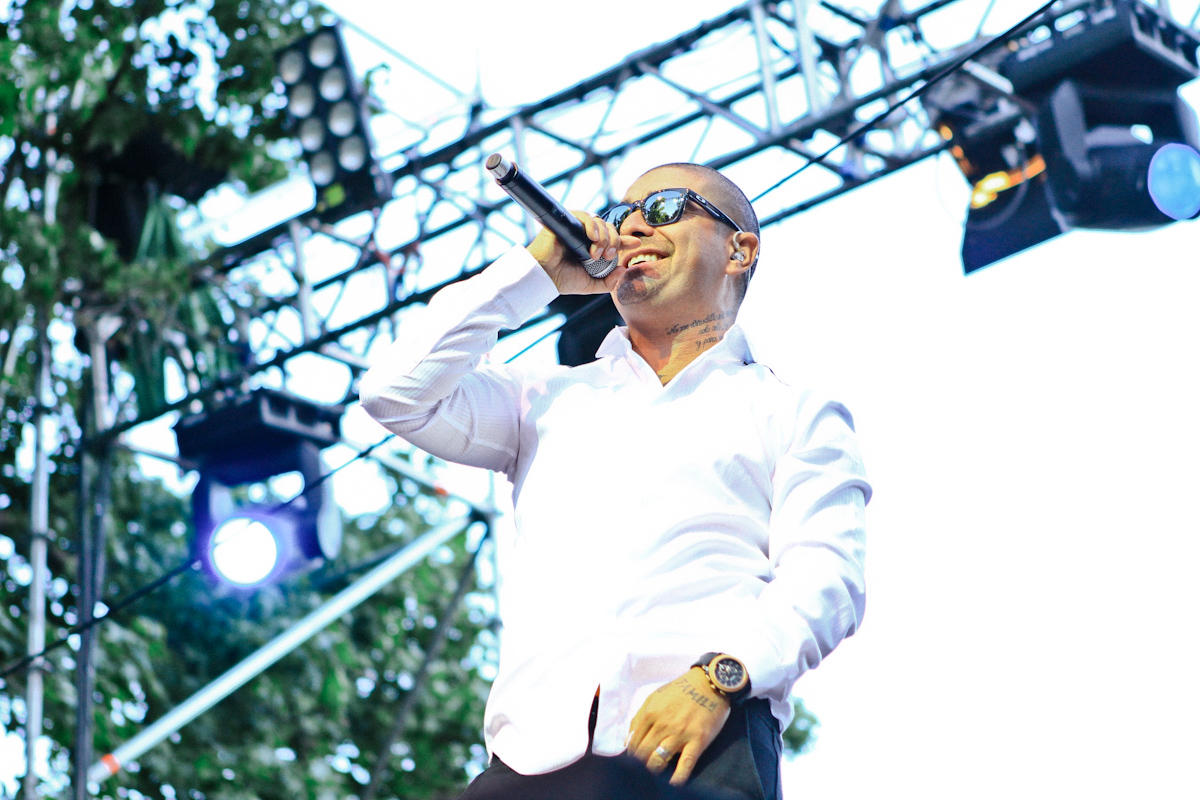
DJ Méndez en noviembre de 2013.

En enero de 2013 lanzó Los Méndez vol. 1, un disco que hizo las veces de banda sonora de la serie de televisión homónima, donde varias de sus canciones contenían colaboraciones con artistas como Juan Antonio Labra y Katherine Orellana. Uno de los sencillos del disco, «Touch & go» (en colaboración con la cantante Romina Martin), tuvo buena rotación radial, y fue objeto de un litigio con Martin, quien exigía ser reconocida como coautora de la canción, lo cual fue otorgado por la justicia en 2014.
Durante todo el verano de 2013, Méndez tuvo una gran temporada de festivales para promocionar su sexto disco, siendo las presentaciones más importantes el festival de Viva Dichato, televisado por Mega, y el Festival de Antofagasta, televisado por TVN. Ese año, interpretó el tema central de la telenovela chilena Dos por uno titulada «Me estoy volviendo loco».
En 2015 interpretó temas para las dos copas internacionales de fútbol que se realizaron ese año en Chile; «Copa América», canción de TVN para la Copa América 2015, y la canción oficial de la Copa Mundial de Fútbol Sub-17 de 2015, «Celebrate this life». Actuó en la final del Melodifestivalen 2016, donde interpretó «Adrenaline» en un medley de canciones de las ediciones anteriores del festival.

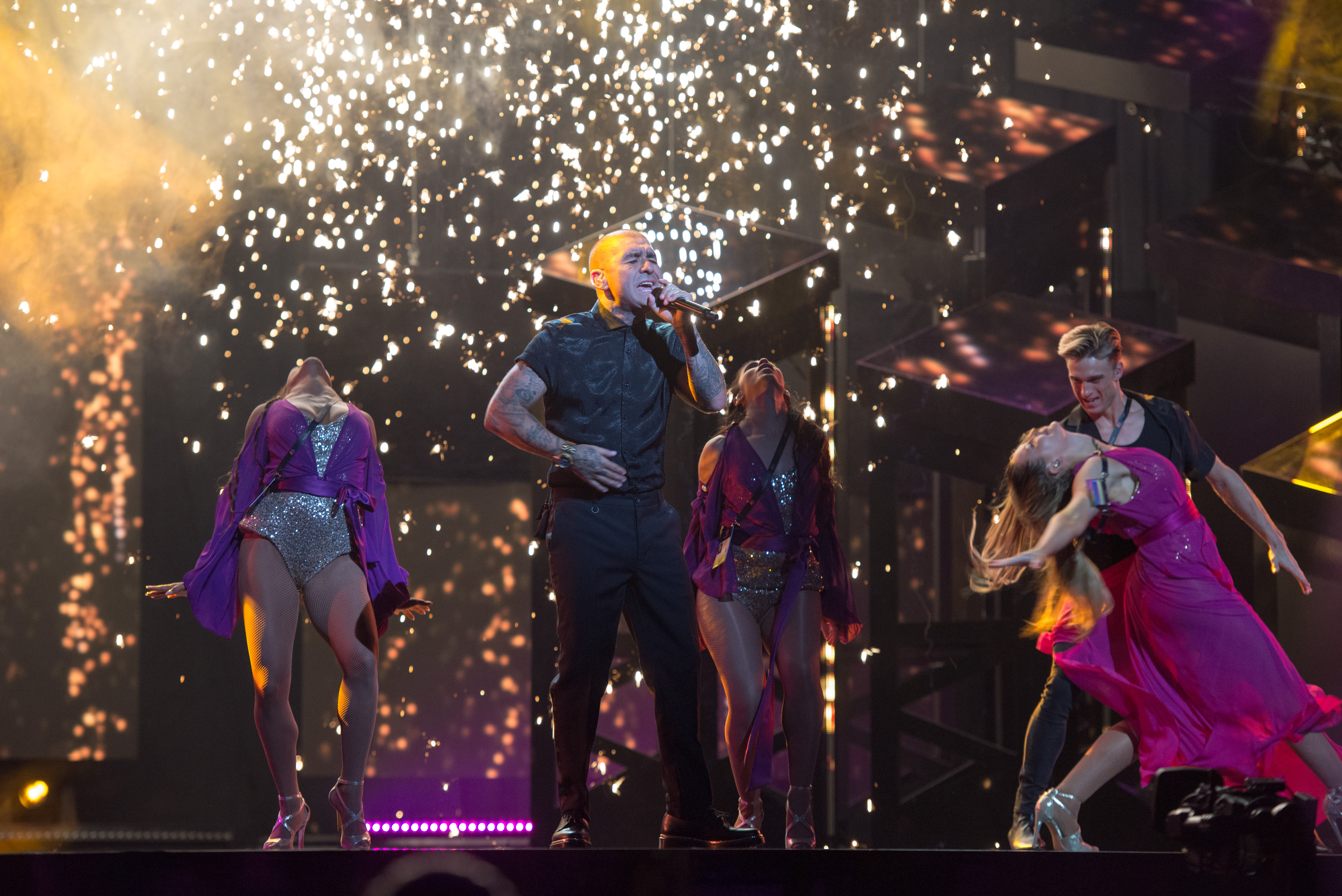
Méndez presentándose en el Melodifestivalen 2018.

### Retorno a Suecia (2018-actualidad)
Tras su fallida candidatura a alcalde de 2016 y los efectos que tuvo en su vida familiar, Méndez anunció en diciembre de 2017 su retorno a Suecia.
A inicios de 2018 participó con la canción «Everyday» en el Melodifestivalen, donde buscó obtener el cupo sueco para el Festival de la Canción de Eurovisión 2018. Méndez se presentó en la semifinal 3 del certamen, realizada el 17 de febrero en Malmö, y luego en el repechaje realizado en Kristianstad el 3 de marzo, clasificando a la final del 10 de marzo, donde a pesar de ser tercero en la votación del público sueco, quedó en el último lugar debido a los puntos otorgados por los jueces internacionales.
En 2020 participó nuevamente en el Melodifestivalen, interpretando «Vamos amigos» junto a Álvaro Estrella. El dúo se presentó en la segunda semifinal, donde pasó al repechaje, y luego clasificó a la final, donde obtuvo el undécimo lugar entre 12 finalistas.

## Apariciones televisivas
Méndez protagonizó un docu-reality junto a su familia, llamado Los Méndez, que fue emitido por Televisión Nacional de Chile. El programa tuvo cuatro temporadas entre 2012 y 2014. Con este programa, todos los miembros de este grupo familiar alcanzaron la fama, sobre todo sus hijos Stephanie «Stephie» y Leo.
En 2012 también participó como juez en el programa de imitaciones Tu cara me suena de Mega y apareció en una de las sesiones del programa Médium de TVN.
En enero de 2017 ingresó junto a su pareja Marcela Duque al reality show Doble tentación de Mega, siendo eliminados en marzo de ese año.
En marzo de 2019 participó en el programa de baile sueco Let's Dance emitido por TV4, siendo el primer eliminado de la competencia.
En noviembre de 2021 participó en el programa ¿Quién es la máscara? de Chilevisión tras descubir como El Sapo después de ser el noveno eliminado.

## Participación en política

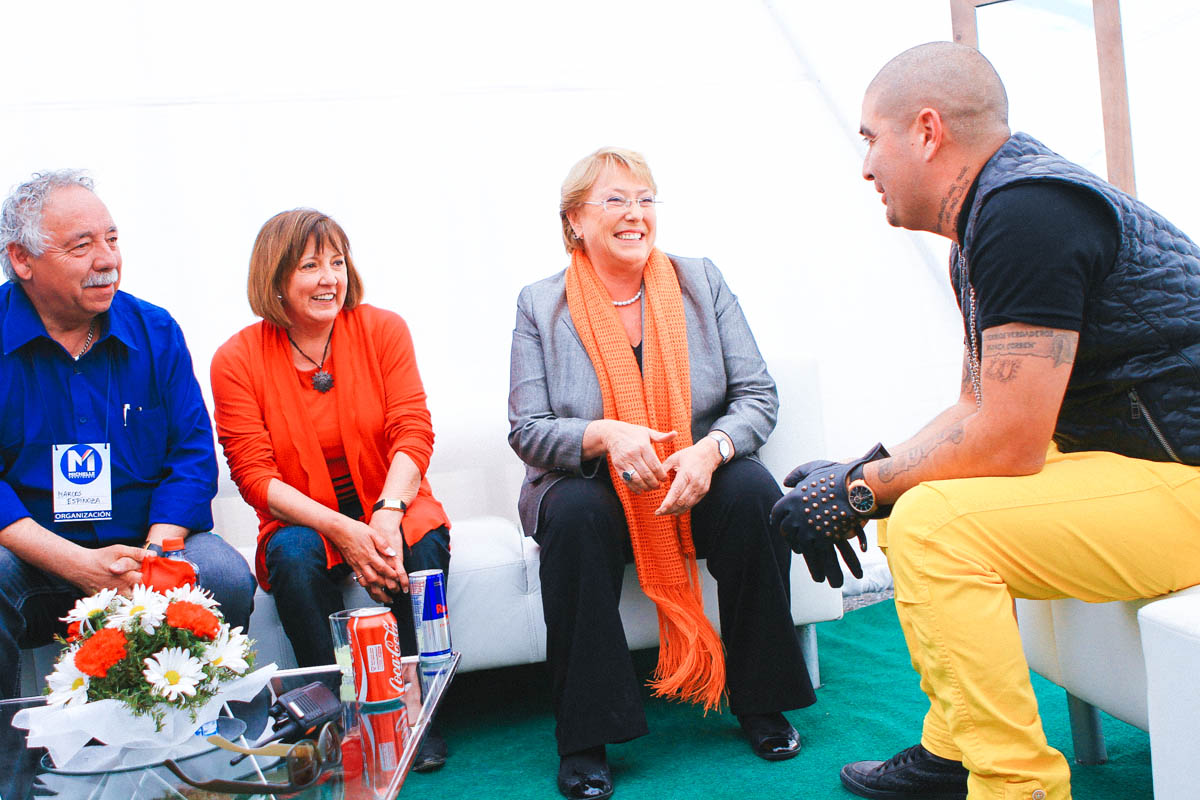
DJ Méndez junto a la entonces candidata presidencial Michelle Bachelet durante un acto en La Florida (2013).

En 2013 participó de la campaña presidencial de Michelle Bachelet, para la cual compuso la canción «Chile de todos».
En noviembre de 2015 anunció su intención de dedicarse a la política, inscribiéndose como precandidato a alcalde de Valparaíso para las elecciones municipales de 2016, representando al PPD. Ganó las primarias municipales de la Nueva Mayoría en dicha ciudad, quedando nominado como candidato de la coalición gobernante para las elecciones de octubre. En la elección, Méndez obtuvo 19 316 votos, correspondientes al 22,40 %, quedando en tercer lugar.

## Discografía

### Discos de estudio
- Latino for life (1999)
- Méndez (2001)
- Perro perseverante (2003)
- 210 (2009)
- Made in Chile (2011)
- Los Méndez (2013)

### Discos recopilatorios
- Adrenaline (2002)
- Grandes éxitos, la máquina de hits (2005)

## Historial electoral

### Elecciones municipales de 2016
- Elecciones municipales de 2016, para la alcaldía de Valparaíso[19]

| Candidato                | Pacto                           | Partido | Votos  | %     | Resultado |
| ------------------------ | ------------------------------- | ------- | ------ | ----- | --------- |
| Jorge Sharp Fajardo      | Independientes (Fuera de pacto) | IND     | 46 302 | 53,70 | Alcalde   |
| Jorge Castro Muñoz       | Chile Vamos                     | UDI     | 19 443 | 22,55 |           |
| Leopoldo Méndez Alcayaga | Nueva Mayoría                   | PPD     | 19 316 | 22,40 |           |
| Carlos Lemus             | Justicia y Transparencia        | ILR     | 1158   | 1,34  |           |